# Steinbach (Wupper)
Der Steinbach ist ein orografisch rechter Nebenfluss der Wupper in Nordrhein-Westfalen. Dem 1,7 Kilometer langen Verlauf des Bachs folgt die Stadtgrenze zwischen Solingen-Gräfrath und Wuppertal-Vohwinkel.

## Geographie

### Verlauf
Der Steinbach entspringt in zwei Quellen nördlich der Solinger Ortslage Steinbeck im Waldgebiet Klosterbusch, das zum Staatsforst Burgholz gehört. Er speist mehrere kleine Teiche und durchfließt ein kleines Kerbtal, das auf der Solinger Seite als Naturschutzgebiet Steinbachtal mit Teufelsklippen ausgewiesen ist. Der Bach mündet nach etwa 1,7 Kilometern westlich des Rastplatzes Burgholz an der Landesstraße 74 (L 74) in die Wupper.

### Zuflüsse
Der Steinbach hat von Süden her mehrere kleine Zuflüsse, die in der amtlichen Gewässerkarte mit Namen verzeichnet sind. Längen gerundet auf eine Nachkommastelle nach dem FlussGebietsGeoinformationsSystem des Wupperverbandes.
- Schietener Bach (rechts), 0,3 km
- Schietener Siefen (rechts), 0,2 km
- Eichenheidbusch-Siefen (rechts), 0,1 km